# Olarenwaju Kayode
Tobi Olarenwaju Ayobami Kayode (Ibadan, 8 maggio 1993) è un calciatore nigeriano, attaccante dell'Esenler Erokspor.

## Caratteristiche tecniche
È un attaccante che fa della velocità il suo punto di forza.

## Carriera

### Club
Nel febbraio del 2010 viene tesserato dalla squadra ivoriana dell'ASEC Mimosas, con cui segna 2 gol in 9 partite di campionato in prima divisione; poco tempo dopo, dopo aver segnato un altro gol in 2 partite nel campionato ivoriano ed un gol nella CAF Confederation Cup, passa in prestito all'Academie de Foot Amadou Diallo, un'altra squadra della prima divisione ivoriana. Nel 2012 passa, sempre con la formula del prestito, agli svizzeri del Lucerna, con cui gioca una partita nella prima divisione svizzera e 11 partite con 4 gol segnati nella squadra riserve. Nel marzo del 2013 ha sostenuto un provino di due settimane con la squadra bielorussa del Dinamo Minsk, con cui ha anche giocato 2 partite amichevoli contro formazioni russe. In seguito ha anche fatto dei provini con i tunisini dell'Étoile du Sahel, gli inglesi del Charlton e, nell'aprile 2013, con i francesi del Rennes, che però hanno deciso di non tesserarlo perché era ancora sotto contratto con l'ASEC Mimosas. Il 12 settembre 2013 viene ceduto in prestito al Maccabi Natanya, squadra della seconda divisione israeliana, con cui mette a segno 10 gol in 25 partite (più un gol in 3 partite nella coppa nazionale israeliana, nella quale la sua squadra ha perso la finale) vincendo il campionato e conquistando la promozione in prima divisione. Dopo un altro anno in prestito nel club (questa volta nella prima divisione israeliana), nell'estate del 2015 passa a titolo definitivo all'Austria Vienna, club della prima divisione austriaca, con il quale nell'arco di due stagioni mette a segno 30 reti in 67 partite di campionato e, più in generale, 37 reti in 85 partite ufficiali giocate, tra le quali spiccano anche 12 presenze e 5 reti (turni preliminari inclusi) nella UEFA Europa League 2016-2017, che sono peraltro le sue prime presenze in carriera nelle competizioni UEFA per club. Nell'estate del 2017 viene acquistato a titolo definitivo dagli inglesi del Manchester City e subito girato in prestito al Girona, club con cui nella stagione 2017-2018 gioca 12 partite (senza mai segnare) nella prima divisione spagnola. A partire dal gennaio del 2018 trascorre poi una stagione e mezzo nella prima divisione ucraina allo Šachtar, con cui vince due campionati e due coppe nazionali ma con un ruolo da comprimario (totalizza infatti solamente 16 presenze e 3 reti in campionato, 4 presenze ed un gol in coppa d'Ucraina, 3 presenze in Champions League ed una presenza in Europa League); dal 2019 al 2022 gioca in prestito nella prima divisione turca: prima trascorre infatti una stagione al Gaziantep, con cui segna 10 reti in 27 presenze, e poi gioca per un biennio nel Sivasspor (66 presenze e 12 reti totali). Dopo un altro periodo allo Šachtar, nel quale è di fatto fuori rosa (non viene mai nemmeno convocato in panchina), nel gennaio del 2023 viene ceduto in prestito all'Ümraniyespor, un altro club della prima divisione turca.

### Nazionale
Dopo aver giocato 6 partite senza mai segnare nei Mondiali Under-17 del 2009, nel 2011 ha giocato 5 partite e segnato 3 gol (uno in ogni partita della fase a gironi) nei Mondiali Under-20. Nello stesso anno ha anche giocato 3 partite senza mai segnare nel Campionato africano di calcio Under-23 e 5 partite (con un gol segnato) nella Coppa d'Africa Under-20. Nel 2013 ha giocato 4 partite senza mai segnare nella Coppa d'Africa Under-20; a giugno dello stesso anno viene convocato per i Mondiali Under-20: è la sua seconda partecipazione in carriera a questa competizione. Il 27 giugno 2013 mette a segno la rete che decide l'incontro contro la Corea del Sud (1-0) e che consente alla Nigeria di qualificarsi alla fase successiva della manifestazione. Segna il suo secondo gol nella manifestazione negli ottavi di finale, in una partita persa per 2-1 contro l'Uruguay. Chiude quindi il torneo con 2 reti in 4 presenze, per un totale in carriera di 9 presenze e 5 reti nei Mondiali Under-20 e di 6 gol in 18 partite con la nazionale Under-20 fra le varie competizioni.
Nel 2017 esordisce con la nazionale maggiore.

## Palmarès

### Club

#### Competizioni nazionali
- Campionato ivoriano: 1

ASEC Mimosas: 2010
- Coppa della Costa d'Avorio: 1

ASEC Mimosas: 2011
- Liga Leumit: 1

Maccabi Netanya: 2013-2014
- Coppa d'Ucraina: 2

Šachtar: 2017-2018, 2018-2019
- Campionato ucraino: 2

Šachtar: 2017-2018, 2018-2019
- Coppa di Turchia: 1

Sivasspor: 2021-2022

### Individuale
- Capocannoniere del campionato austriaco: 1

2016-2017 (17 gol)